# Peter von Becker (Journalist)

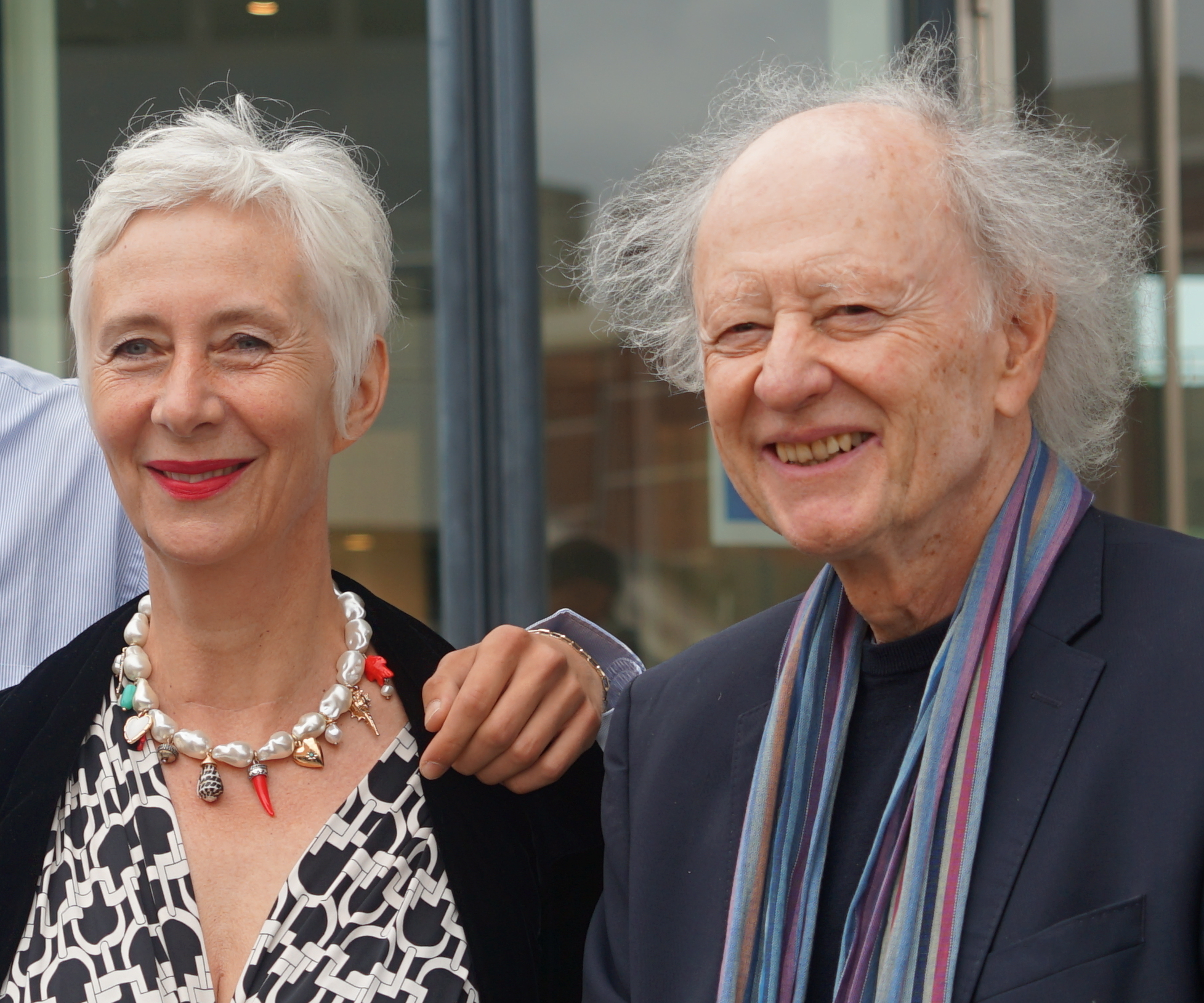
Peter von Becker, 2025

Peter von Becker (* 1947 in Mannheim) ist ein deutscher Kulturjournalist, Autor und Schriftsteller, der auch als Dramaturg und Theaterkritiker gearbeitet hat.

## Leben und Wirken
Von Becker studierte Jura, Soziologie, Kunstgeschichte und Philosophie an der LMU München. 1978 wurde er dort mit einer rechtswissenschaftlichen Arbeit zu Straftäter und Tatverdächtige in den Massenmedien promoviert. Ab 1971 schrieb er essayistische und literarische Beiträge sowie Literatur-, Theater- und Filmkritiken für die Frankfurter Allgemeine Zeitung, die Süddeutsche Zeitung, die Zeit und Theater heute. Außerdem verfasste er Radio- und Fernsehbeiträge und das Drehbuch für einen Dokumentarfilm über George Tabori.
Im Jahr 1980/1981 arbeitete er als Dramaturg am Schauspiel Frankfurt und wurde danach verantwortlicher Redakteur und Mitherausgeber der Zeitschrift Theater heute. Seit 1980 war er zugleich Lehrbeauftragter für Dramaturgie und Theatergeschichte an der Johann-Wolfgang-Goethe-Universität in Frankfurt am Main.
Zwischen 1997 und 2005 leitete von Becker die Kulturredaktion des Tagesspiegels. Seit 2003 ist er Honorarprofessor an der Universität der Künste Berlin. Von Becker erarbeitete für ZDF und 3sat die sechsteilige Fernsehdokumentation Das Jahrhundert des Theaters.
Peter von Becker ist verheiratet und hat zwei Kinder. Er wohnt in Berlin.

## Ämter und Mitgliedschaften (Auswahl)
- Mitglied der Deutschen Akademie der Darstellenden Künste
- Jurymitglied des Mülheimer Dramatikerpreises,
- Mitglied der Jury des Berliner Theatertreffens (1984–1988 und 1991–1995)
- Mitglied der Jury des Theaterpreises Berlin (1991–1995)
- Mitglied im Direktorium des Forum du théâtre Européen (1996–2000)
- Stiftungsrat der Alfred Kerr-Stiftung Berlin (seit 1999)

## Veröffentlichungen (Auswahl)
- Georg Büchner: Dantons Tod – Die Trauerarbeit im Schönen (Syndikat Verlag, Frankfurt am Main 1980, EVA, Hamburg 1985)
- Der überraschte Voyeur. Theater der Gegenwart (Carl Hanser Verlag, München 1982)
- Die kopflose Medusa, Gedichte (Suhrkamp Verlag, Frankfurt am Main 1989)
- Die andere Zeit, Roman (Suhrkamp Verlag, Frankfurt am Main 1994)
- Wach auf und träume, Theaterstück (S. Fischer Verlag, Frankfurt am Main 1997)
- Das Jahrhundert des Theaters (DuMont Verlag, Köln 2002).
- Céleste: Ein Roman in fünf Geschichten (mareverlag, Hamburg 2017).
- Eduard Arnhold. Reichtum verpflichtet – Unternehmer und Kunstmäzen (Hentrich und Hentrich Verlag, Berlin 2019).